# Модель ван Хиле
Модель ван Хиле — теория в математическом образовании, которая описывает то, как ученики изучают геометрию. 
Теория берет своё начало в 1957 году как докторская диссертация Дины ван Хиле-Гелдоф и Пьера ван Хиле (жена и муж) в Утрехтском университете, в Нидерландах.
Модель ван Хиле состоит из двух частей:
1. описание уровней  мышления;
2. описание стадий изучения.

Эти две части позволяют описать тот характер мышления, который проявляется школьниками в процессе изучения геометрии. 

## Уровни мышления по ван Хиле
Уровень 1. Визуализация: 
Ученик на этом уровне использует наблюдение как первый инструмент размышления. Ученик оказывается способен опознавать и называть фигуры, однако не может выделить свойства фигур.
Уровень 2. Анализ:
Ученик становиться способным анализировать фигуры, а именно описывать и объяснять их свойства.
Уровень 3. Абстракция:
Ученик может описывать и анализировать фигуры абстрактно, без визуализации.
Уровень 4. Дедукция:
Ученик начинает описывать фигуру логически, и соединять фигуры и их свойства. Выделять особенности фигур, строить доказательства.
Уровень 5. Строгость:
Ученик воспринимает систему в целом, может рассуждать на уровне высокой абстракции, рассуждать об объектах на основании аксиом и теорем. Рассуждать о философии науки.

## Свойства мышления по ван Хиле
1. Чёткая последовательность:
Уровни иерархичны. Ученик не может перескочить уровень.
2. Смежность
Свойства, изучаемые на предыдущем уровне, становятся основой для следующего.
3. Различие:
Каждый уровень имеет свои собственные языковые символы и сеть отношений. То, что может быть правильным на одном уровне, не обязательно будет правильным  на другом уровне.
4. Разделение:
Если учитель и ученик находятся на разных уровнях мышления, то обучение мало того что не эффективно, но может привести к неправильным выводам у ученика.
5. Достижение:
Рекомендуется пять этапов для обучения учеников с переходом одного уровня на другой по каждой заданной теме.